# مصر (إيران)
مصر هي قرية في مقاطعة خور وبيابانك، إيران. عدد سكان هذه القرية هو 183 في سنة 2006.